# Готови ли сте за Любов?
„Готови ли сте за Любов?“ е студиен албум на Лили Иванова, издаден през 1995 година от звукозаписната компания „Пайнер“ на компактдиск, аудиокасета и видеокасета със заснети клипове към всички песни. Каталожният му номер е PNR 9507095. Албумът е записан през ноември 1995 година в студио „Студиото“ и се състои от общо 14 песни (на компактдиск и видеокасета), а на аудиокасета – 12. Хитови песни от албума са „Не всичко е пари, приятелю“, „Чико“ (дует с Чочо Владовски), „Животе мой“ и „Дали за теб съм пак онази същата“.

### Компактдиск и видеокасета
(Времетраенето на песните се отнася за компактдиска)
1. „Скитница“ – 03:55 (текст: Михаил Белчев, музика и аранжимент: Александър Кипров)
2. „Не всичко е пари, приятелю“ – 03:45 (текст: Михаил Белчев, музика: Тончо Русев, аранжимент: Константин Цеков)
3. „Горчива чаша“ – 03:32 (текст и музика: Развигор Попов, аранжимент: Александър Кипров)
4. „Знаеш ли?“ – 04:10 (текст: Михаил Белчев, музика: Александър Кипров, аранжимент: Александър Кипров, Данаил Драганов)
5. „Чико“ (дует с Чочо Владовски) – 3:25 (текст: Борис Априлов, музика: Емил Георгиев, аранжимент: Александър Кипров, Данаил Драганов) – кавър на „Чико от Порто Рико“ на Леа Иванова
6. „Оставете ме, много ви моля“ – 03:22 (текст: Михаил Белчев, музика и аранжимент: Александър Кипров)
7. „Покруса“ – 04:03 (текст: Дамян Дамянов, музика и аранжимент: Александър Кипров, Данаил Драганов)
8. „Счупена чаша“ – 03:44 (текст: Михаил Белчев, музика и аранжимент: Александър Кипров, Данаил Драганов)
9. „Животе мой“ – 03:38 (текст: Дамян Дамянов, музика: Александър Кипров, аранжимент: Александър Кипров, Данаил Драганов)
10. „Остани“ – 03:37 (текст: Димитър Василев, музика: Николай Арабаджиев, аранжимент: Александър Кипров, Данаил Драганов) – кавър на едноименната песен на Паша Христова
11. „Дансингът на самотата“ – 04:07 (текст: Даниела Кузманова, музика: Александър Кипров, аранжимент: Александър Кипров, Данаил Драганов)
12. „Готови ли сте за Любов?“ – 03:26 (текст: Михаил Белчев, музика: Александър Кипров, аранжимент: Александър Кипров, Данаил Драганов)
13. „Дали за теб съм пак онази същата“ – 03:56 (текст: Михаил Белчев, музика: Тончо Русев, аранжимент: Александър Кипров)
14. „Сълза“ – 04:10 (текст: Надежда Захариева, музика: Александър Кипров, аранжимент: Александър Кипров, Данаил Драганов)

### Аудиокасета
Страна А
1. „Скитница“
2. „Не всичко е пари, приятелю“
3. „Горчива чаша“
4. „Знаеш ли?“
5. „Чико“
6. „Остани“

Страна Б
1. „Счупена чаша“
2. „Животе мой“
3. „Дансингът на самотата“
4. „Готови ли сте за Любов?“
5. „Дали за теб съм пак онази същата“
6. „Сълза“

## Екип

### Музиканти
- Клавишни инструменти и синтезатори: Александър Кипров, Данаил Драганов
- Саксофони: Михаил Грозданов
- Електрически китари: Иван Лечев
- Акустични китари: Данаил Драганов

### Технически
- Тонрежисьор и смесване: Данаил Драганов
- Компютърна обработка: Данаил Драганов
- Дигитално мастериране: Данаил Драганов
- Музикални продуценти: Александър Кипров, Данаил Драганов
- Изпълнителен продуцент: Митко Димитров
- Идеи и графичен дизайн: Румен Кюркчийски
- Компютърен монтаж: Николай Козарев
- Фотограф: Николай Акрабов